# The Simpsons 138th Episode Spectacular
«The Simpsons 138th Episode Spectacular» (с англ. — «Симпсоны: 138 Специальный Выпуск») — десятая серия седьмого сезона мультсериала «Симпсоны», вышедшая в эфир телевизионной сети Fox 3 декабря 1995 года.

## Сюжет
Трой МакКлюр ведёт эпизод, в котором освещает отдельные сцены из всех серий, и предлагает увидеть ранее не показанные сцены. МакКлюр начинает эпизод, показав краткую презентацию о том, как Симпсоны были задуманы Мэттом Грейнингом, Джеймсом Л. Бруксом и Сэмом Саймоном. Он показывает короткометражки, которые были показаны на «Шоу Трейси Ульман», в том числе и первый, «Good Night», в полном объёме. Далее предлагается рекламная пауза, в которой задаётся вопрос о сообщении, которое появляется, когда кассовый аппарат сканирует Мэгги во время заставки шоу; раскрывается (ложно), что это надпись «NRA4EVER». Затем камера возвращается к МакКлюру, который отвечает на вопросы по почте, показывая клипы, которые содержат ответы. Клипы показаны на вопросы о растущей глупости Гомера, о том, как шоу может создавать эпизод каждую неделю, и намеки на гомосексуальность Вэйлона Смитерса.
Другая рекламная пауза, вновь задаётся вопрос о пустяках, на этот раз в отношении вопроса, какие два популярных персонажа умерли в прошлом году; ответ показывает, что Мерфи Кровавые Дёсны и доктор Марвин Монро, хотя ни один из них не был когда-либо популярен. Затем МакКлюр показывает удалённые сцены из эпизодов «Симпсонов», «Kursty Gets cancelled», «Springfield (Or How I Learned to Stop Worrying and Love Legalized Gambling)  », «Mother Simpson», «Treehouse of Horror IV», «Homer and Apu», and «Burns’ Heir».
МакКлюр также показывает альтернативные концовки второй части «Who Shot Mr. Burns?», созданных, чтобы предотвратить разглашение развязки мультипликаторами «Симпсонов». В этих альтернативных концовках в мистера Бёрнса стреляли: Смитерс, Апу, Мо, Барни, Тито Пуэнте и даже Маленький Помощник Санты. Трой МакКлюр заканчивает эпизод, показав монтаж «неприкрытой наготы» (hardcore nudity, сцен, в которых персонажи сериала появляются голыми), под песню KC and the Sunshine Band «(Shake, Shake, Shake) Shake Your Booty».

## Показанные сцены
| Эпизод                        | Сезон           | Описание |
| ----------------------------- | --------------- | --- |
| Смонтированные сцены          | 3 — 6           | Нарезка самых популярных сцен на диване                                                                                                  |
| «Good Night»                  | Короткометражки | Гомер и Мардж укладывают детей спать, но под конец Барт, Лиза и Мэгги прибегают к ним в постель.                                         |
| «The Perfect Crime»           | Короткометражки | Мардж, с помощью Мэгги, находит вора печений — Барта.                                                                                    |
| «Space Patrol»                | Короткометражки | Барт, Лиза и Мэгги играют в «космический патруль», но у Барта застревает голова в кувшине. Хорошо, что Лиза и Мэгги вытащили его голову. |
| «World War III»               | Короткометражки | Сказав, что начинается Третья мировая война, Гомер тестирует, как долго его семья будет бежать до бомбоубежища.                          |
| «Bathtime»                    | Короткометражки | Гомер заставляет Барта принять ванну, и тот слушается, но позже, увлёкшись купанием, Барт устраивает потоп.                              |
| Смонтированные сцены          | 2 — 6           | Клипы, показывающие постепенно ухудшающийся интеллект Гомера.                                                                            |
| Смонтированные сцены          | 3 — 5           | Вэйлон Смитерс фантазирует про мистера Бёрнса.                                                                                           |
| Смонтированные сцены          | 4, 5 и 7        | Различные удалённые сцены из предыдущих эпизодов.                                                                                        |
| «Who Shot Mr. Burns? Part II» | 7               | Альтернативные концовки, в которых показано, кто стрелял в мистера Бёрнса.                                                               |
| Смонтированные сцены          | 1 — 6           | «Хорошо неприкрытая нагота» в Симпсонах.                                                                                                 |

## Культурные отсылки
- Реклама в серии — отсылка к телесериалу «Большой ремонт».
- Удалённая сцена из «$pringfield (Or, How I Learned to Stop Worrying and Love Legalized Gambling)», Гомер играет в блек-джек с человеком, который является пародией на Джеймса Бонда из фильма «Казино «Рояль»».
- Некоторые известные музыкальные темы используются или пародируются в клипах, например, Гомер поет песню о себе, пародирующую «Флинтстоуны», и «На прекрасном голубом Дунае» Иоганна Штрауса, которую слышно на фоне одной из сцен.
- Производители были изображены в виде анимированных персонажей: Грейнинг является лысым Южным патриотом, носящим глазную повязку, его персонаж ссылается на рекламный плакат фильма «Паттон»; Брукс показывается как богатый дядя Пеннибэгс, магнат из Монополии, а появление Саймона напоминает Говарда Хьюза в старости.
- Книга, которую Красти пытается продать — отсылка на книгу Мадонны под названием «Секс».
- Сообщение NRA4EVER, которое появляется на кассовом аппарате, показанное в течение вопроса о пустяках, является отсылкой на стрелковую национальную ассоциацию.
- Восстановление робота в сцене, когда Гомер приезжает забрать Барта у мистера Бернса, есть прямая отсылка к фильму Терминатор 2: Судный день.

## Отношение критиков и публики
Эпизод вошел в число десяти эпизодов седьмого сезона, которые были просмотрены наибольшим количеством телезрителей. После своего первого американского показа эпизод получил рейтинг Нильсена 9,5 и ранг Нильсена 48.
Эпизод был принят Калифорнийским университетом в качестве пособия по социологии, предназначенного для «исследования вопросов производства и восприятия объектов культуры, в данном случае, сатирического мультипликационного сериала», и выяснения того, что же такие эпизоды «пытаются рассказать аудитории об аспектах прежде всего американского общества и — в меньшей степени — других культур».
Будучи пародией на телевизионные клип-шоу, эпизод обращает внимание на превалирующие телевизионные традиции и напоминает зрителям о том, что и сами «Симпсоны» активно участвуют в том же культурном наследии.
Эпизод получил положительные оценки от телевизионных критиков. Авторы книги «I Can’t Believe It’s a Bigger and Better Updated Unofficial Simpsons Guide» Уэрэн Мартин и Адриан Вуд сказали, что эпизод нестандартен и содержит много самоисправительных моментов.
Саймон Нокс похвалила его визуальный стиль в своей статье «Читая непостижимое, дважды-кодированное из „Симпсонов“». Нокс назвала его не простым клип-шоу, а клип-шоу, которое смотрит на предыдущие серии с чувством гиперсамосознания о собственной текстуальности. Эпизод был описан некоторыми критиками, как своего рода добровольный эталон показать себя, сценарист Билл Кевени прокомментировал: «Шоу часто показывает свои ориентиры, как это было в 1995 году».
Гид DVD Movie Колин Якобсон сказал: «Хотя эпизод является клип-шоу, это всего лишь украшение его концепции, и содержит минимум повторяющегося материала. Вместо этого зрителям представлены ранее вырезанные кадры, а также старые фрагменты из «шоу Трейси Ульман». По-прежнему используется дешёвый способ создания новых эпизодов, но это-один из лучших клип-шоу, вот увидите».
Дженнифер Малковски из DVD Verdict дала эпизоду B+ и прокомментировала: «Кроме творческого материала,из которого сделан эпизод, в нем есть и блестящий ведущий Трой МакКлюр» .
Дэйв Фостер из DVD Times раскритиковал эпизод: «Несмотря на некоторые интересные концепции, такие как скучный Трой МакКлюр, предоставивший много интересного, наличие удалённых сцен и короткометражки Трейси Ульман в клипах, этот эпизод, глубоко не затрагивает, уверяю, его никогда не будут показывать в регулярной ротации для зрителей».